# Condado de Tirol
El condado (principesco) de Tirol era una propiedad del Sacro Imperio Romano Germánico establecida alrededor de 1140. Después de 1253, fue gobernada por la Casa de Gorizia y desde 1363 por la Casa de Habsburgo. En 1804, el condado de Tirol, unificado con los principados-obispados secularizados de Trento y Brixen, se convirtió en una tierra de la corona del Imperio austríaco. Desde 1867, fue una tierra de la corona de Cisleitania de Austria-Hungría.
Hoy en día, el territorio de la tierra histórica de la corona se divide entre la región autónoma italiana de Trentino-Alto Adigio/Tirol del Sur y el estado austriaco de Tirol. Las dos partes están hoy asociadas nuevamente en la Eurorregión Tirol-Tirol del Sur-Trentino.

## Historia

### Establecimiento
Al menos desde que el rey alemán Otón I conquistó el antiguo reino lombardo de Italia en 961 y se hizo coronar emperador del Sacro Imperio Romano Germánico en Roma, los principales pasos de los Alpes orientales se habían convertido en una importante zona de tránsito. Los monarcas alemanes viajaban regularmente a través de Brennero o Reschenpass en sus expediciones italianas con el objetivo de la coronación papal o la consolidación del gobierno imperial.
En 1004, el rey Enrique II de Alemania separó los estados de Trento de la marca de Verona del norte de Italia y otorgó a los obispos de Trento derechos condales. En 1027, el sucesor saliano de Enrique, el emperador Conrado II, concedió a los obispos de Trento más propiedades alrededor de Bozen y en la región de Vinschgau; al mismo tiempo, otorgó al obispo de Brixen la soberanía en Etschtal e Inntal, parte del ducado alemán de Baviera bajo el gobierno del hijo de Conrado, Enrique III. Especialmente los obispos de Brixen siguieron siendo leales partidarios de los gobernantes de Salían en la querella de las investiduras y en 1091 también recibieron el valle de Puster de manos del Emperador Enrique IV.

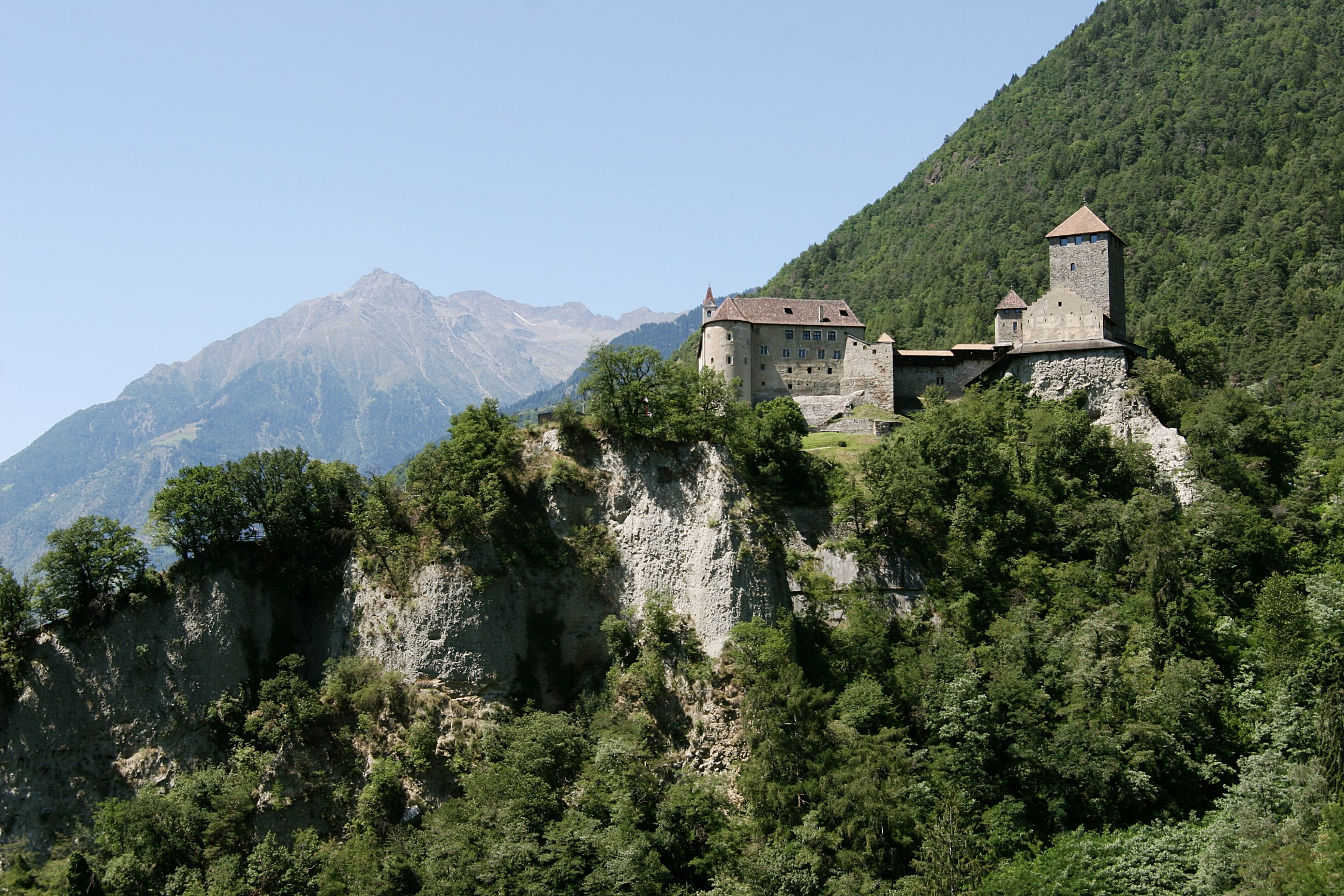
El castillo del Tirol fue la sede de los condes del Tirol y dio nombre a la región.

Documentada desde aproximadamente 1140 en adelante, la dinastía comital que residía en el castillo Tirol, cerca de Merano, ocupaba el cargo de Vogts (alguaciles) en la diócesis de Trento. Extendieron su territorio por gran parte de la región y llegaron a superar el poder de los obispos, que eran nominalmente sus señores feudales. Tras la destitución del duque Welf Enrique X de Baviera en 1138, los condes del Tirol consolidaron su independencia. Cuando Enrique el León fue nuevamente enfeudado con el ducado bávaro por el emperador Federico Barbarroja en la Dieta Imperial de 1154 en Goslar, sus posesiones ya no comprendían las tierras tirolesas. Los condes mantuvieron esa independencia bajo la creciente dinastía bávara Wittelsbach. En 1210, el conde Alberto IV de Tirol también se hizo cargo de la oficina de Vogt en el obispado de Brixen, prevaleciendo contra los rivales condes de Andechs.

### Gorizia-Tirol
En 1253 el Conde Meinhard de Gorizia (Görz) heredó las tierras tirolesas por su matrimonio con Adelheid, hija del último Conde Alberto IV de Tirol. Cuando sus hijos dividieron sus bienes en 1271, el mayor Meinhard II tomó Tirol, por lo que fue reconocido como señorío inmediato. Apoyó al rey alemán Rodolfo de Habsburgo contra su rival, el rey Otakar II de Bohemia. En recompensa, recibió el ducado de Carintia con la marca de Carniola en 1286.
En 1307, el hijo de Meinhard, Enrique, fue elegido rey de Bohemia. Después de su muerte, tuvo una hija sobreviviente, Margarita Maultasch, que solo pudo gobernar Tirol. En 1342 se casó con Luis V de Wittelsbach, entonces margrave de Brandeburgo. El águila roja del escudo de armas del Tirol puede derivar del águila de Brandeburgo en la época en que ella y su marido gobernaban Tirol y Brandeburgo en unión personal, aunque el águila tirolesa ya había aparecido en el siglo XIII.
Luis V murió en 1361, seguido por el hijo de Margarita, Meinhard III, dos años después. Al carecer de descendientes que la sucedieran, legó el condado a Rodolfo IV de Habsburgo, duque de Austria en 1363. Fue reconocido por la Casa de Wittelsbach en 1369. A partir de ese momento, el Tirol fue gobernado por varias líneas de la dinastía de los Habsburgo de Austria, que ostentaba el título de Conde.

### Austria

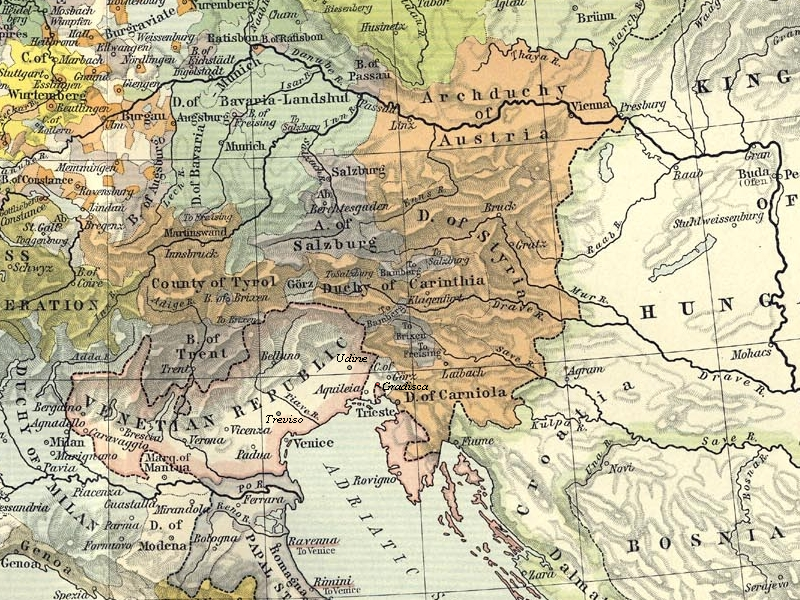
Mapa del condado de Tirol y el Círculo de Austria durante el.

Después de que las tierras hereditarias de los Habsburgo fueran divididas por el Tratado de Neuberg de 1379, el Tirol fue gobernado por los descendientes del duque Leopoldo III de Austria. Después de una segunda división dentro de la línea leopoldiniana en 1406, el duque Federico IV de los bolsillos vacíos los gobernó. En 1420 hizo de Innsbruck la residencia tirolesa. En 1490, su hijo y heredero Segismundo renunció al Tirol y Austria Anterior en favor de su primo, el rey alemán Maximiliano I de Habsburgo. Para entonces, Maximiliano I había reunido todas las tierras de los Habsburgo bajo su dominio. En 1500 también adquirió los territorios restantes de Gorizia (Görz) alrededor de Lienz y el valle de Puster.
Cuando el emperador Fernando I de Habsburgo murió en 1564, legó el dominio sobre el Tirol y Austria Adicional a su segundo hijo, el archiduque Fernando II. A partir de entonces, ambos territorios cayeron en manos de los hijos menores de los emperadores Habsburgo: el archiduque Matías en 1608 y Maximiliano III en 1612. Después de la muerte del archiduque Segismundo Francisco en 1665, todas las tierras de los Habsburgo volvieron a estar bajo el gobierno unido del emperador Leopoldo I.

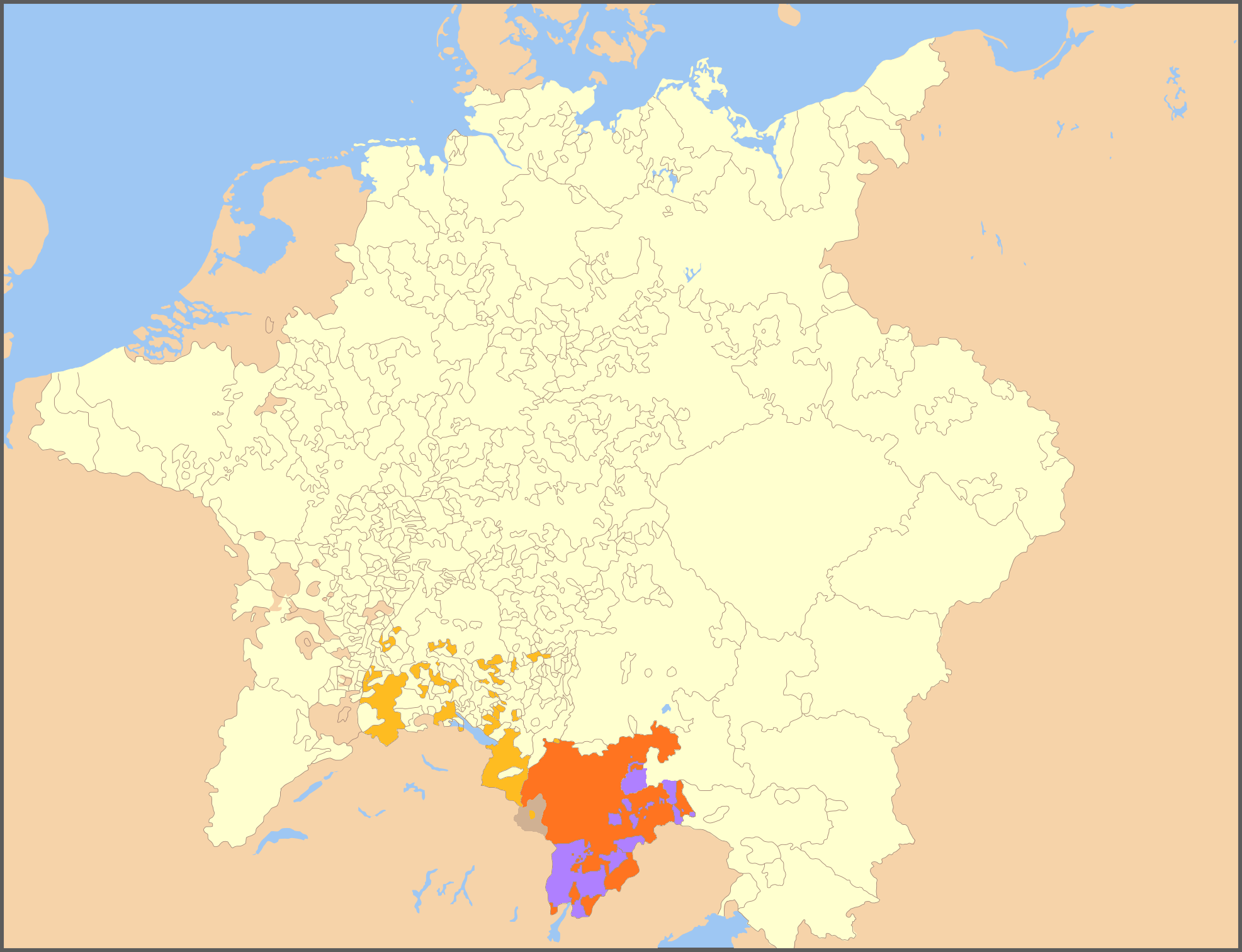
El Tirol en el Sacro Imperio Romano Germánico, 1648.

Desde la época de María Teresa de Austria (1740-1780) en adelante, el Tirol estuvo gobernado por el gobierno central de la Monarquía de los Habsburgo en Viena en todos los asuntos de mayor importancia. En 1803, las tierras de los obispados de Trento y Brixen fueron secularizadas e incorporadas al condado.

### Guerras napoleónicas

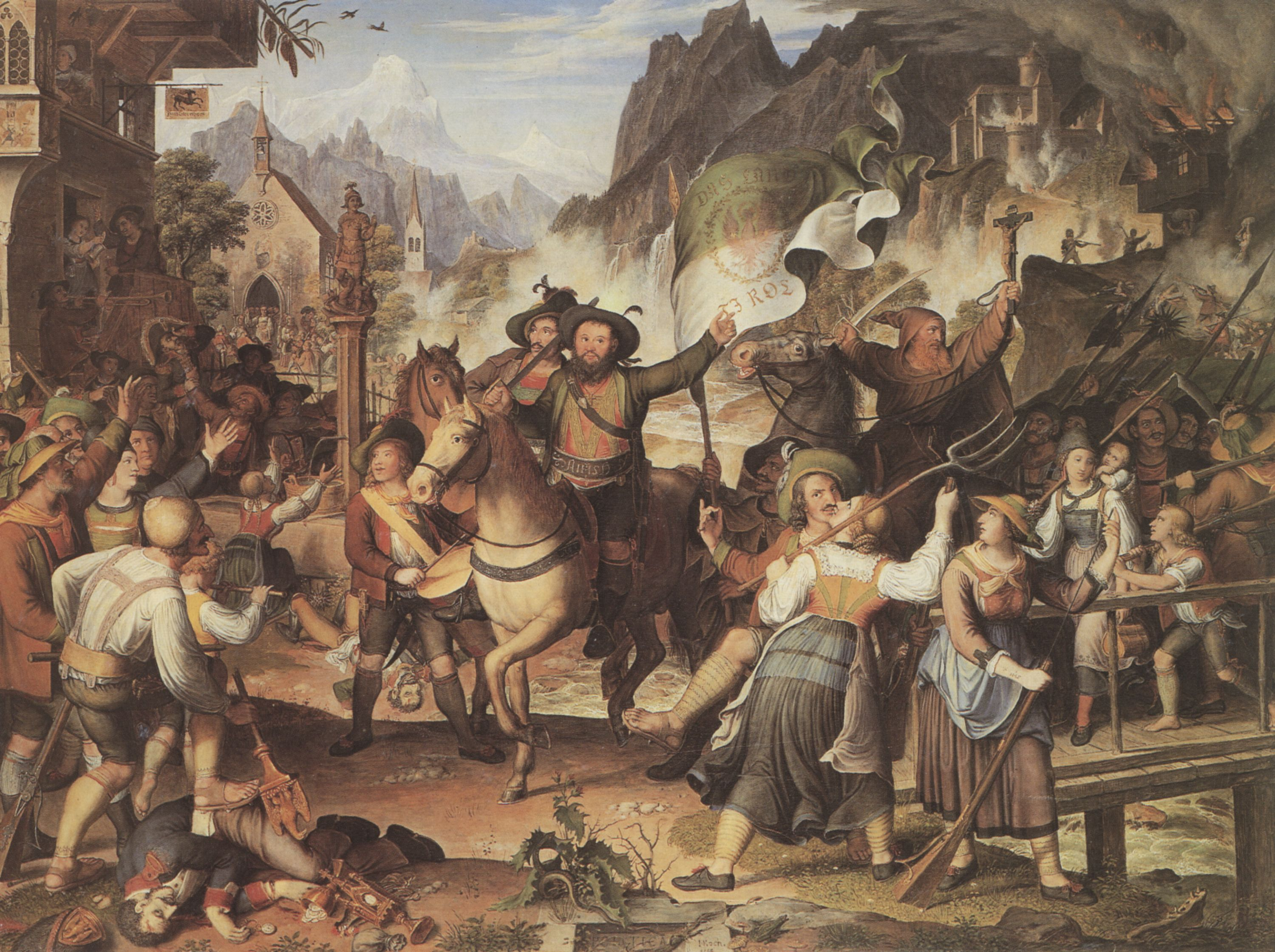
Andreas Hofer dirigió la rebelión tirolesa contra las fuerzas invasoras francesas.

Tras la derrota por Napoleón en 1805, Austria se vio obligada a ceder el Tirol al Reino de Baviera en la Paz de Presburgo. Tirol, como parte de Baviera, se convirtió en miembro de la Confederación del Rin en 1806. Los tiroleses se levantaron contra la autoridad bávara y lograron derrotar tres veces a las tropas bávaras y francesas que intentaban recuperar el país.
Austria perdió la guerra de la Quinta Coalición contra Francia y obtuvo duras condiciones en el Tratado de Schönbrunn en 1809. Glorificado como el héroe nacional del Tirol, Andreas Hofer, el líder del levantamiento, fue ejecutado en 1810 en Mantua. Sus fuerzas habían perdido una última batalla contra las fuerzas francesas y bávaras.El Tirol fue dividido entre Baviera y el Reino Napoleónico de Italia durante otros cuatro años.
En 1814, por decisiones del Congreso de Viena, el Tirol fue reunificado y devuelto a Austria. Se integró en el Imperio austríaco. Desde 1867 en adelante, fue un Kronland (Tierra de la Corona) de Cisleitania.

Mapa detallado de la eurorregión, formada por el estado austriaco de Tirol y las provincias autónomas de Italia de Tirol del Sur/Alto Adigio y Trentino.
----
Tirol, Austria
Tirol del Sur, Italia
Trentino, Italia

### Fin del condado
Después de la Primera Guerra Mundial, los vencedores establecieron cambios fronterizos. El Tratado de Saint-Germain de 1919 dictaminó, de acuerdo con el Pacto de Londres de 1915, que la parte sur de la tierra de la corona austríaca del Tirol debía ser cedida al Reino de Italia, incluido el territorio del antiguo obispado de Trento, que corresponde aproximadamente al actual Trentino, así como el sur del condado medieval de Tirol, la actual provincia de Tirol del Sur. Italia tomó así el control de la división de aguas alpinas estratégicamente importante en el paso del Brennero y sobre el sur del Tirol propiamente dicho con su gran mayoría de habla alemana. Desde 1949 ambas partes forman la región autónoma italiana de Trentino-Alto Adigio/Tirol del Sur. La parte norte del Tirol retenida por la Primera República de Austria forma hoy el Estado austríaco del Tirol con el enclave de Tirol Oriental.
En 1945, después de la Segunda Guerra Mundial, los intentos de Austria y las peticiones de Tirol del Sur para reunificar el Tirol con Austria no tuvieron éxito. Italia mantuvo el control. A partir de 1972, la República Italiana ha concedido mayor autonomía a la provincia de Trentino-Alto Adigio.

## Condes del Tirol
- Alberto I -1078
- Alberto II (1055-1101)
- Alberto III (1101-1165)
- Berthold I (1165-1180)
- Berthold II (1180-1181)
- Enrique I (1180-1202)
- Alberto IV (1202-1253), hijo.

Línea masculina extinta.

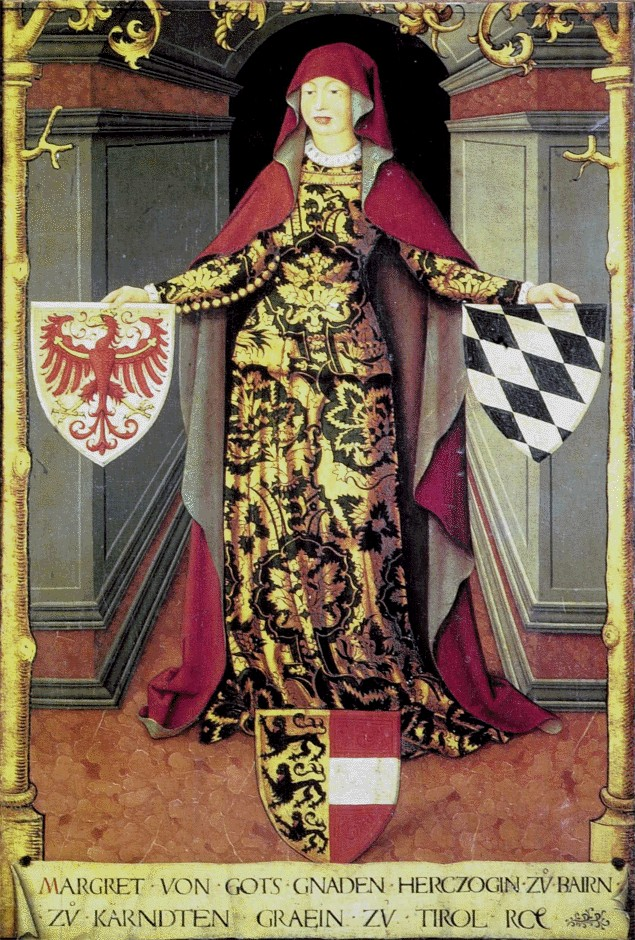
Margarita, condesa del Tirol, heredera de la dinastía Meinhardin.

El condado legó al yerno de Alberto:
- Meinhard I (1253-1258), también conde de Gorizia desde 1231
- Meinhard II (1258-1295), también conde de Gorizia hasta 1271, duque de Carintia y margrave de Carniola desde 1286, junto con:
  - Alberto V (1258-1271), hermano, también conde de Gorizia hasta 1304
  - Alberto VI, hijo, hasta 1292
- Enrique II (1295-1335), hijo de Meinhard II, también duque de Carintia, rey de Bohemia 1306 y 1307-1310, junto con sus hermanos
  - Luis, hasta 1305
  - Otón, hasta 1310

Línea masculina extinta, condesa Margarita, hija de Enrique II, casada con:
- Juan Enrique de Luxemburgo 1335-1341;

divorciado, en segundo lugar a:
- Luis de Wittelsbach (1341-1361), también margrave de Brandeburgo (1323-1351), duque de Baviera desde 1347, sucedido por
- Meinhard III (1361-1363), hijo.

### Casa de Habsburgo
Condado legado a
- Rodolfo IV de Habsburgo (1363-1365), también duque de Austria, Estiria y Carintia desde 1358, duque de Carniola desde 1364
- Leopoldo I (1365-1386), hermano, también duque de Austria hasta 1379, duque de Estiria, Carintia y Carniola (Austria Interior según el Tratado de Neuberg de 1379), junto con su hermano
  - Alberto IV hasta 1379, único duque de Austria desde 1379
- Guillermo (1386-1406), hijo de Leopoldo I, también gobernante de Austria Interior, junto con su hermano
  - Leopoldo II (1396-1406), regente del Tirol y Austria Anterior (hasta 1402), regente de Austria desde 1406
- Federico de los bolsillos vacíos (1406-1439), hermano, también regente de Austria Adicional desde 1402
- Segismundo (1439-1490), hijo, también gobernante de Austria Adicional, depuesto

Línea extinta, tierras de los Habsburgo reunificadas bajo
- Maximiliano I (1490-1519), rey de Alemania (rey de romanos) desde 1486, archiduque de Austria desde 1493, emperador del Sacro Imperio Romano Germánico ("emperador electo") desde 1508.

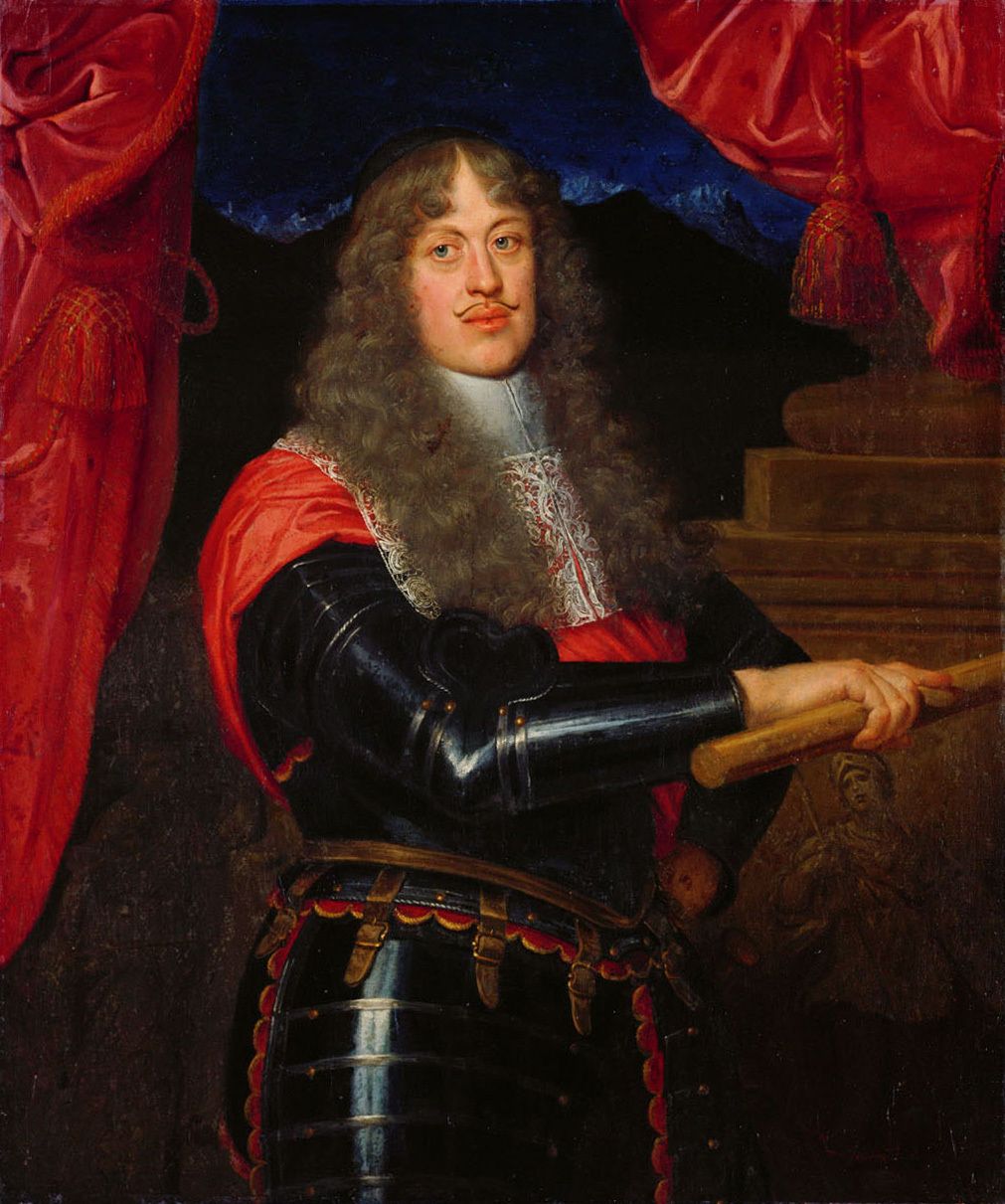
Archiduque Segismundo Francisco, último de la línea tirolesa de la dinastía de los Habsburgo.

Habsburgo regentes del Tirol y Austria Anterior:
- Fernando II (1564-1595), segundo hijo del emperador Fernando I
- Maximiliano III (1612-1618), hijo
- Leopoldo V (1619-1632), hermano menor del emperador Fernando II
- Fernando Carlos (1632-1662), hijo, con su madre
  - Claudia de Médici (1632-1646), como regente
- Segismundo Francisco (1663-1665), hermano

Línea extinta, tierras de los Habsburgo reunificadas bajo
- Leopoldo I (1665-1705), emperador del Sacro Imperio Romano Germánico desde 1658.